# جورج بورغس (قسيس)
جورج بورغس (بالإنجليزية: George Burgess)‏ هو قسيس أمريكي، ولد في 31 أكتوبر 1809 في بروفيدنس في الولايات المتحدة، وتوفي في 23 أبريل 1866.